# Phil Hellmuth
Phillip J. Hellmuth (ur. 16 lipca 1964 w Madison) – amerykański profesjonalny pokerzysta, mieszkający w Palo Alto w Kalifornii.
W 1989 roku 24-letni Hellmuth został najmłodszym mistrzem świata w pokerze pokonując broniącego tytułu Johnny Chana podczas World Series of Poker. W 2008 roku jego rekord pobił Peter Eastgate, który z kolei cieszył się nim jedynie przez rok – do zwycięstwa Joego Cady.
Uczęszczał do University of Wisconsin-Madison przez trzy lata, ostatecznie porzucił naukę by zająć się pokerem. Przylgnął do niego pseudonim poker brat (bachor pokera), wynikający z jego sposobu bycia. Jednak pomimo tego jego umiejętności pokerowe nie są podważane.
W 2016 roku wygrane Phila Hellmutha w turniejach pokerowych przekroczyły 20 000 000 dolarów. Zdobył również 17 bransolet WSOP za zajęcie pierwszego miejsca, co jest rekordem tych zawodów.